# Ajan-ooł Ondar
Ajan-ooł Aleksandrowicz Ondar (ros. Аян-оол Александрович Ондар; ur. w 1979) – rosyjski zapaśnik walczący w stylu wolnym. Piąty w Pucharze Świata w 2005 roku.
Mistrz Rosji w 2002 roku.